# یرجانیک هاکوبیان
یرجانیک مانوئلی هاکوبیان (ارمنی: Երջանիկ Մանվելի Հակոբյան؛ زادهٔ ۱۹ دسامبر ۱۹۸۸) یک دانشور حقوقی و سیاستمدار اهل ارمنستان است که از تاریخ ۲۰۱۹ تا تاریخ ۲۰۲۱ سمت نمایندگی دوره هفتم مجلس ملی جمهوری ارمنستان را برعهده داشت.

## زندگی‌نامه
در ۱۹ دسامبر ۱۹۸۸ در ایروان به دنیا آمد و از دانشگاه دولتی ایروان فارغ‌التحصیل شد. 